# Dongtoushan Dao
Dongtoushan Dao är en ö i Kina. Den ligger i provinsen Guangdong, i den södra delen av landet, omkring 370 kilometer sydväst om provinshuvudstaden Guangzhou. Arean är 3,1 kvadratkilometer. Den sträcker sig 1,6 kilometer i nord-sydlig riktning, och 3,4 kilometer i öst-västlig riktning.
Genomsnittlig årsnederbörd är 2 012 millimeter. Den regnigaste månaden är augusti, med i genomsnitt 388 mm nederbörd, och den torraste är februari, med 14 mm nederbörd.